# Oahukoafink
Oahukoafink (Rhodacanthis litotes) är en förhistorisk utdöd fågel i familjen finkar inom ordningen tättingar.

## Utseende
En adult oahukoafink var slank och cirka 20 cm lång. Det var troligen en mindre men tydlig skillnad mellan könen. Från fossila lämningar vet man att oahukoafinken hade en lätt böjd och tjock näbb.

## Utbredning och levnadsmiljö
Fossil av oahukoafinken har funnits på Oahu och Maui i Hawaiiöarna. Den tros ha levt i låglänta hawaiianska tropiska torra skogar och hawaiianska tropiska låglänta buskmarker, där växter som Kanaloa kahoolawensis, Dodonaea viscosa, Pritchardia och Acacia koaia förekom. Till skillnad från andra arter i släktet Rhodacanthis var inte Acacia koa vanligt förekommande i dess levnadsmiljö.

## Föda
Oahukoafinken var en fröätare, med en näbb anpassad för att äta framför allt Kanaloa kahoolawensis och Acacia koaia. Den kan också ha levt på larver och bär från Dodonaea viscosa, eftersom detta var föda för övriga arter i släktet.

## Utdöende
Oahukoafinken dog troligen ut före ankomsten av européer 1778. På grund av detta är kunskapen om arten väldigt begränsad. Den är endast känd från subfossila lämningar. Andra närbesläktade arter har veterligen dött ut eller blivit väldigt ovanliga på grund av habitatförlust, fågelsjukdomar och införda rovdjur. Det är möjligt att oahukoafinkens utdöende också beror på dessa faktorer. 

### Familjetillhörighet
Arten tillhör en grupp med fåglar som kallas hawaiifinkar. Länge behandlades de som en egen familj. Genetiska studier visar dock att de trots ibland mycket avvikande utseende är en del av familjen finkar, närmast släkt med rosenfinkarna. Arternas ibland avvikande morfologi är en anpassning till olika ekologiska nischer i Hawaiiöarna, där andra småfåglar i stort sett saknas helt.